# Anthony Martinez (muzyk)
Anthony Martinez – amerykański perkusista. Grał w ostatnim składzie Black Flag. Dołączył do zespołu po odejściu Billa Stevensona. Przez cały swój pobyt w zespole nie wziął udziału w nagraniach studyjnych, natomiast pojawił się na albumie koncertowym Who's Got the 10½?. Grał z zespołem do rozpadu w 1986 roku.
Martinez w połowie lat 80. udzielał się również w zespole Pigmy Circus Love z Los Angeles.